# 2115 Irakli
A 2115 Irakli (ideiglenes jelöléssel 1976 UD) a Naprendszer kisbolygóövében található aszteroida. Richard Martin West fedezte fel 1976. október 24-én.